# 17038 Wake
17038 Wake è un asteroide della fascia principale. Scoperto nel 1999, presenta un'orbita caratterizzata da un semiasse maggiore pari a 2,6197414 UA e da un'eccentricità di 0,0853881, inclinata di 5,93589° rispetto all'eclittica.